# Sundance Film Festival 2018

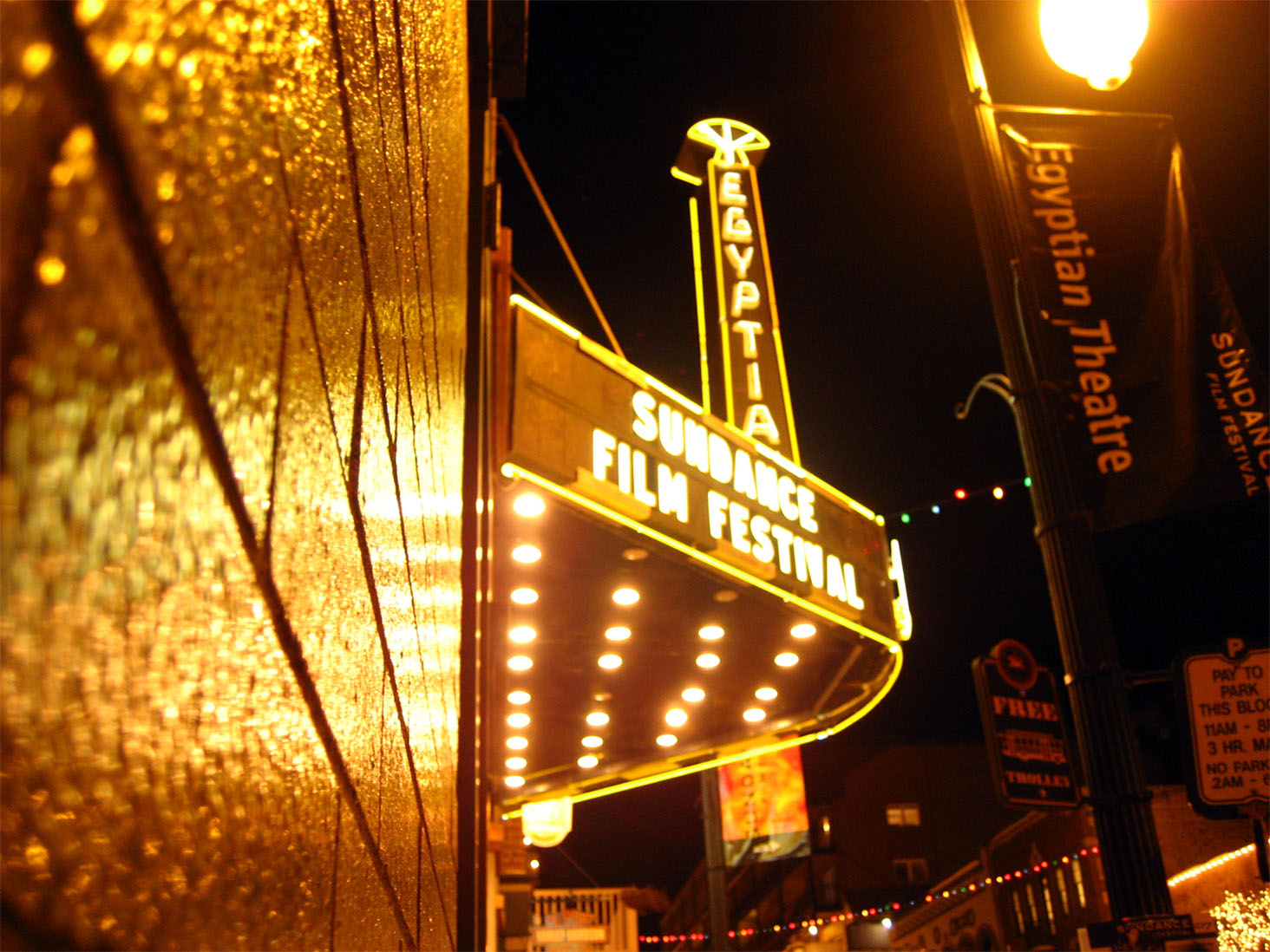
Das Mary G. Steiner Egyptian Theatre in Park City

Das 34. Sundance Film Festival fand vom 18. bis zum 28. Januar 2018 in Park City, Utah statt. Es wurde mit einer Vorstellung des Films Loveling von Gustavo Pizzi eröffnet. Bei dem elftägigen Festival wurden insgesamt 110 Spielfilme aus 29 Ländern gezeigt, darunter im World Cinema Documentary Competition die deutsch-brasilianische Koproduktion The Cleaners von Moritz Riesewieck und Hans Block. Ebenfalls konkurrierte der deutsch-syrisch-libanesische Dokumentarfilm Of Fathers and Sons des in Syrien geborenen und in Berlin lebenden Regisseur Talal Derki in dieser Sparte, der bereits im Jahr 2014 für seine Dokumentation Return to Homs beim Sundance Film Festival ausgezeichnet wurde. Zu den Filmen, die dort ihre Premiere feierten, zählt auch eine Reihe von Regiedebüts. So erfolgte eine Vorstellung des teilweise in Deutschland gedrehten Historiendramas The Happy Prince von Rupert Everett, Paul Dano stellte im U.S. Dramatic Competition das Filmdrama Wildlife vor und Idris Elba im World Cinema Dramatic Competition den Kriminalfilm Yardie. Zudem feierte der Dokumentarfilm  Believer von Don Argott im Rahmen des Festivals seine Weltpremiere, der Dan Reynolds, dem Sänger der US-Band Imagine Dragons, gewidmet ist und von dessen Leben als Mormone berichtet. Als Abschlussfilm wurde Hearts Beat Loud gezeigt.

## Wettbewerbsfilme und Programm der offiziellen Sektionen
Beim Sundance Film Festival werden in verschiedenen Sektionen und Kategorien Preise verliehen. Dokumentationen und Spielfilme gehen getrennt in den Wettbewerb, ebenso wie US-amerikanische und ausländische Produktionen. Hierdurch entstehen die vier Hauptwettbewerbe U.S. Dramatic Competition, U.S. Documentary Competition, World Cinema Dramatic Competition und der World Cinema Documentary Competition. Darüber hinaus gibt es noch einige weitere Kategorien außer Konkurrenz. Ein großer Teil der vorgestellten Filme wurde am 29. November 2017 bekanntgegeben.

### U.S. Dramatic Competition
- American Animals – Bart Layton
- Blaze – Ethan Hawke

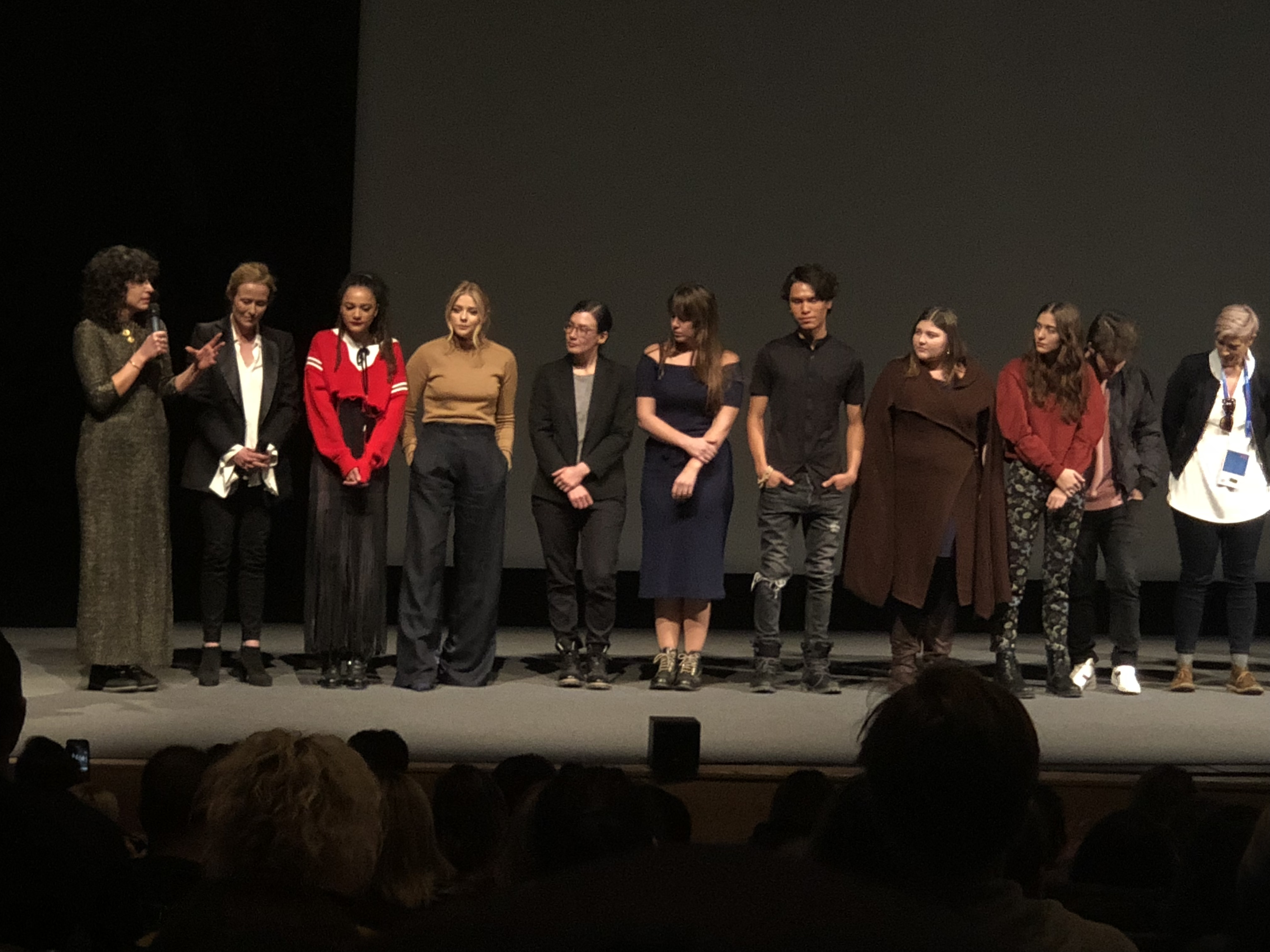
Die Filmcrew von The Miseducation of Cameron Post

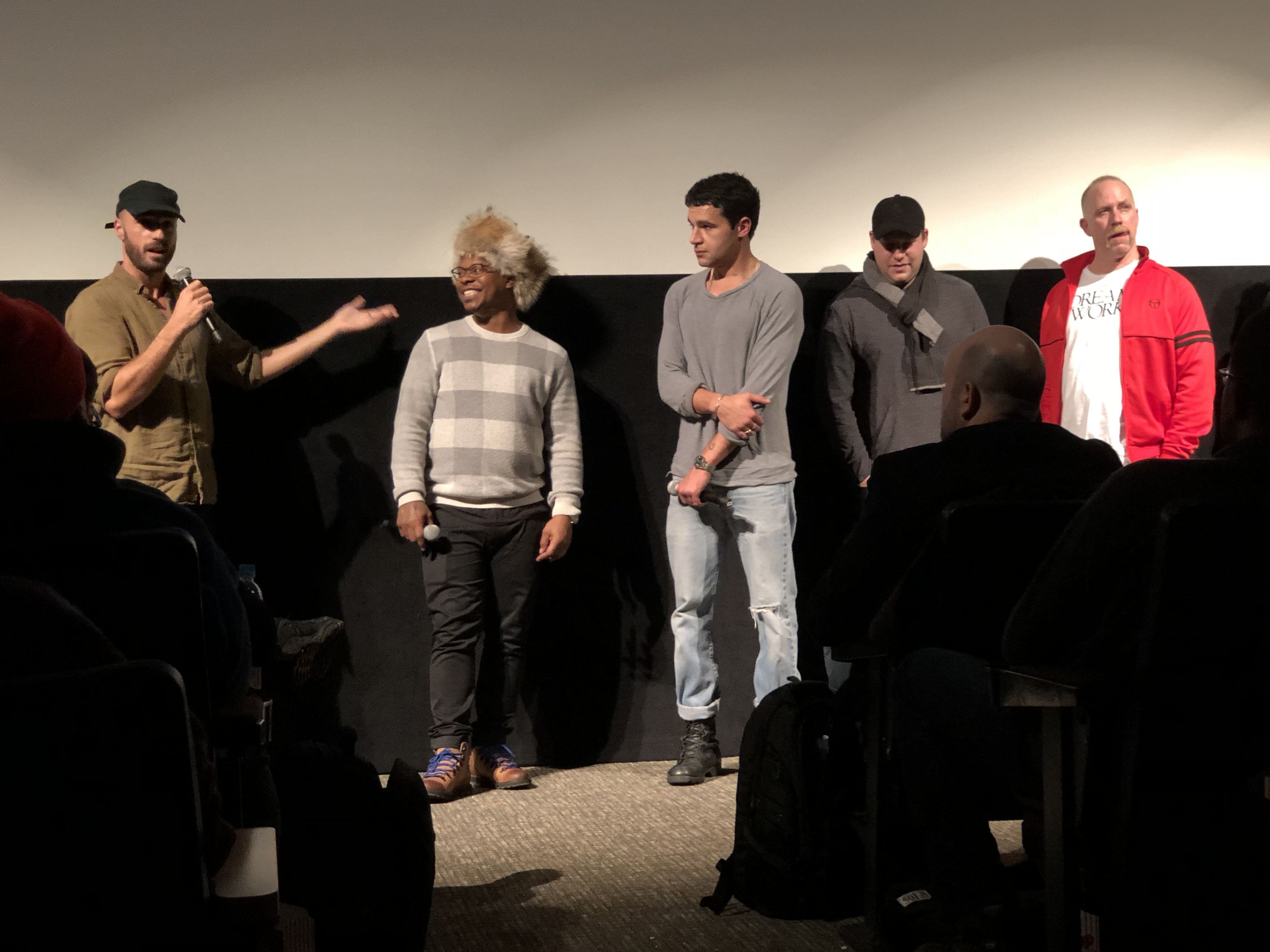
Die Filmcrew von Tyrel

- Blindspotting – Carlos López Estrada
- Burden – Andrew Heckler
- Eighth Grade – Bo Burnham
- I Think We’re Alone Now – Reed Morano
- The Kindergarten Teacher – Sara Colangelo
- Lizzie – Craig William Macneill
- The Miseducation of Cameron Post – Desiree Akhavan
- Monster! Monster? (Monster) – Anthony Mandler
- Monsters and Men – Reinaldo Marcus Green
- Nancy – Christina Choe
- Sorry to Bother You – Boots Riley
- The Tale – Jennifer Fox
- Tyrel – Sebastián Silva
- Wildlife – Paul Dano

### U.S. Documentary Competition
- Bisbee '17 – Robert Greene
- Crime + Punishment – Stephen Maing
- Dark Money – Kimberly Reed
- The Devil We Know – Stephanie Soechtig
- Hal – Amy Scott
- Hale County This Morning, This Evening – RaMell Ross
- Inventing Tomorrow – Laura Nix
- Kailash – Derek Doneen
- Kusama – Infinity – Heather Lenz
- The Last Race – Michael Dweck
- Minding the Gap – Bing Liu
- On Her Shoulders – Alexandria Bombach
- The Price of Everything – Nathaniel Kahn
- Seeing Allred – Sophie Sartain und Roberta Grossman
- The Sentence – Rudy Valdez
- Three Identical Strangers – Tim Wardle

### World Cinema Dramatic Competition
- And Breathe Normally – Ísold Uggadóttir Belgien, Island, Schweden
- Butterflies – Tolga Karaçelik, Türkei
- Dead Pigs – Cathy Yan, China
- The Guilty – Gustav Möller, Dänemark
- Holiday – Isabella Eklöf, Dänemark, Niederland, Schweden
- Loveling – Gustavo Pizzi, Brasilien, Uruguay (Eröffnungsfilm)
- Pity – Babis Makridis, Griechenland, Polen
- The Queen of Fear – Valeria Bertuccelli und Fabiana Tiscornia, Argentinien, Dänemark
- Rust – Aly Muritiba, Brasilien
- Time Share (Tiempo Compartido) – Sebastián Hofmann, Mexiko, Niederlande
- Un Traductor  – Rodrigo Barriuso und Sebastián Barriuso, Kanada, Kuba
- Yardie – Idris Elba, Vereinigtes Königreich

### World Cinema Documentary Competition
- A Polar Year – Samuel Collardey
- Anote’s Ark – Matthieu Rytz
- The Cleaners – Moritz Riesewieck und Hans Block
- Genesis 2.0 – Christian Frei und Maxim Arbugaev
- MATANGI / MAYA / M.I.A. – Stephen Loveridge
- Of Fathers and Sons – Talal Derki
- The Oslo Diaries – Mor Loushy und Daniel Sivan
- Our New President – axim Pozdorovkin
- Shirkers – Sandi Tan
- This is Home – Alexandra Shiva
- Westwood – Lorna Tucker
- A Woman Captured – Bernadett Tuza-Ritter

### Weitere Premieren
- A Kid Like Jake – Silas Howard
- Beirut – Brad Anderson
- The Catcher Was a Spy – Ben Lewin
- Colette – Wash Westmoreland
- Damsel – David Zellner und Nathan Zellner
- Don’t Worry, He Won’t Get Far on Foot – Gus Van Sant
- The Happy Prince – Rupert Everett

- Hearts Beat Loud – Brett Haley

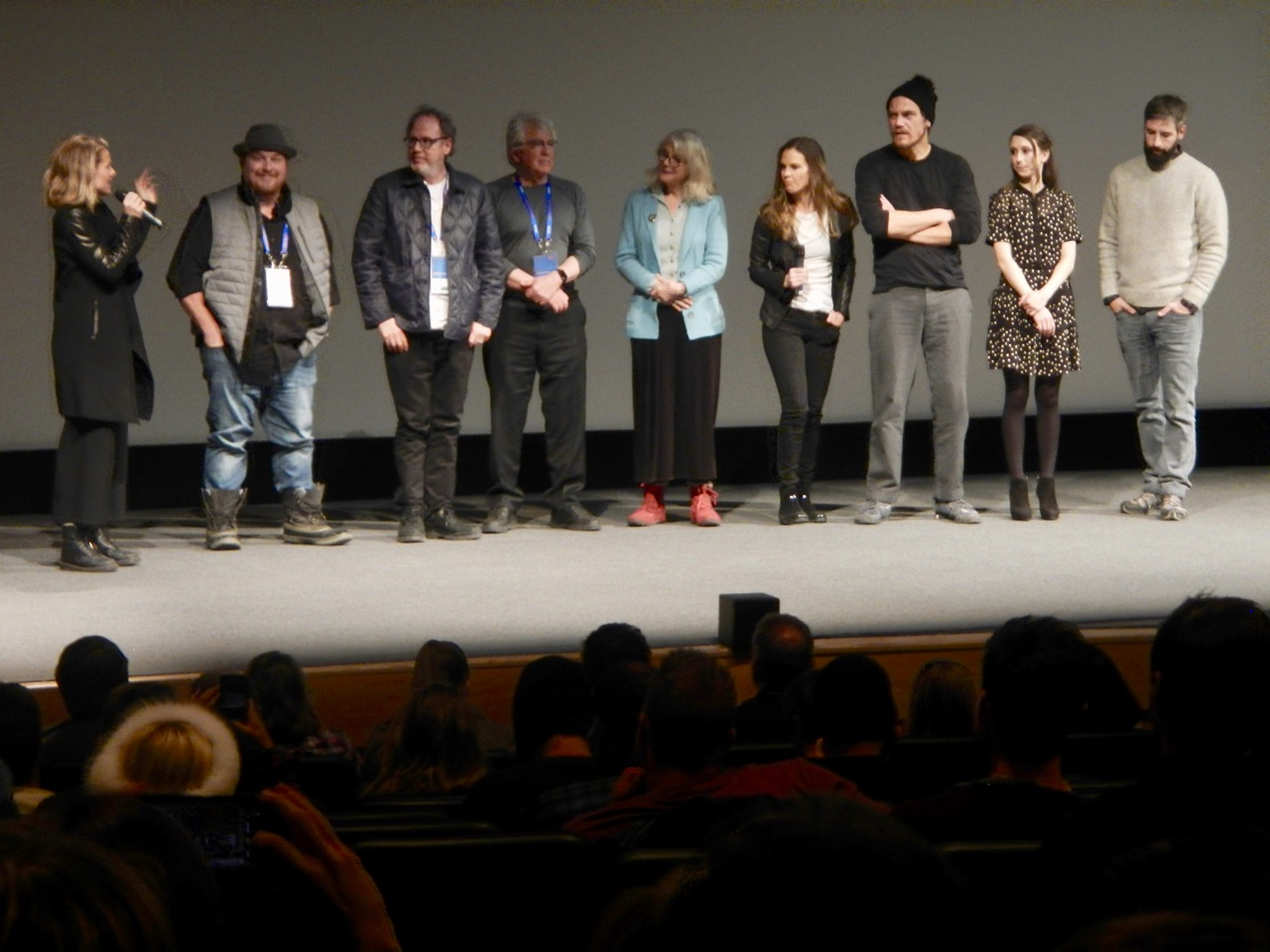
Die Filmcrew von What They Had

- Come Sunday (auch Heretic) – Joshua Marston
- Juliet, Naked – Jesse Peretz
- Eine nutzlose und dumme Geste (A Futile and Stupid Gesture) – David Wain
- Ophelia – Claire McCarthy
- Puzzle – Marc Turtletaub
- Tully – Jason Reitman
- Untitled Debra Granik Project – Debra Granik
- What They Had – Elizabeth Chomko

### NEXT

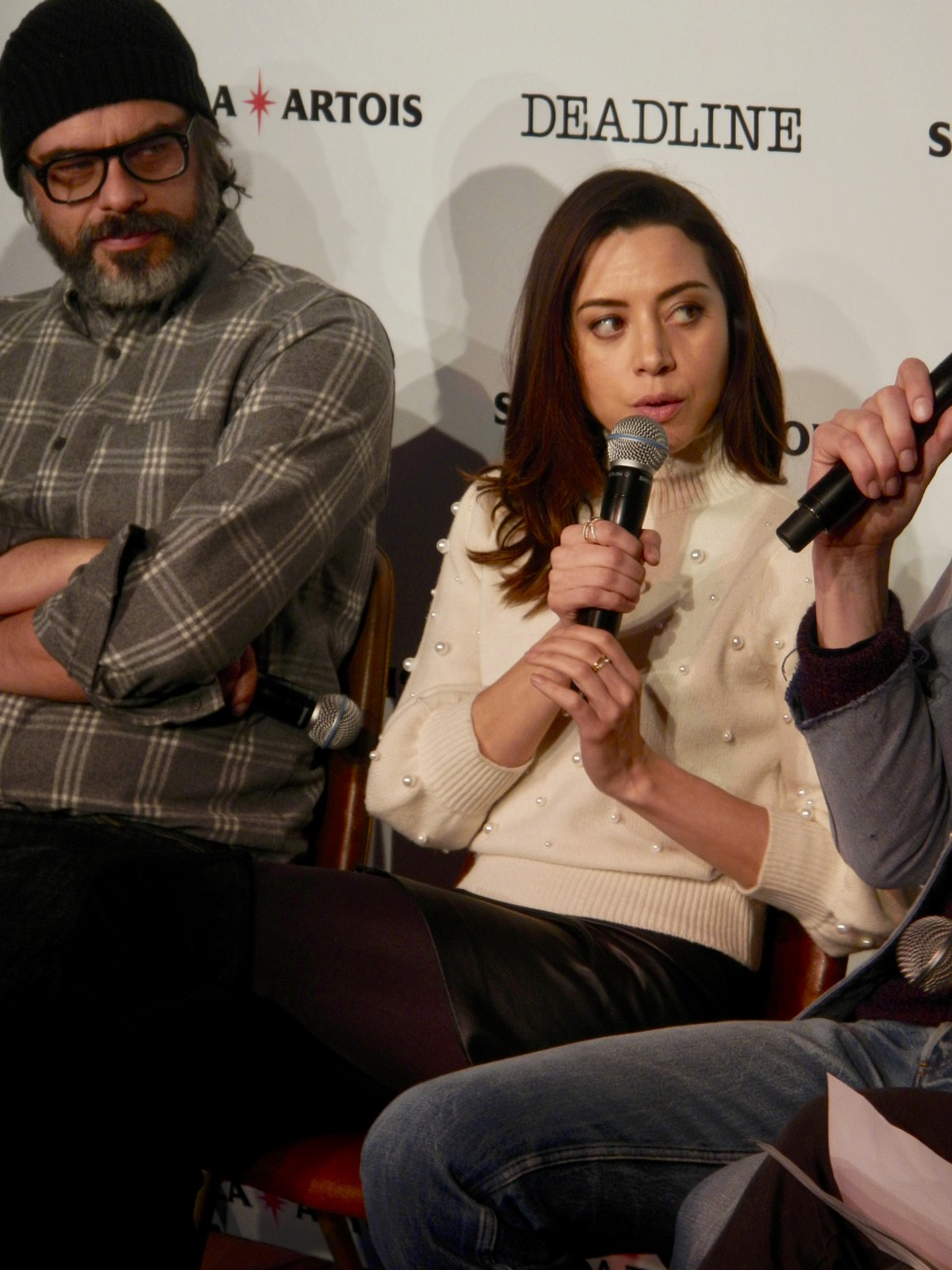
Jemaine Clement und Aubrey Plaza bei der Vorstellung von An Evening With Beverly Luff Linn

- 306 Hollywood – Elan Bogarín und Jonathan Bogarín
- A Boy, A Girl, A Dream.  – Qasim Basir
- An Evening With Beverly Luff Linn – Jim Hosking
- Clara’s Ghost – Bridey Elliott
- Madeline’s Madeline – Josephine Decker
- Night Comes On  – Jordana Spiro
- Searching – Aneesh Chaganty
- Skate Kitchen – Crystal Moselle
- We the Animals – Jeremiah Zagar
- White Rabbit – Daryl Wein

### Midnight
- Arizona – Jonathan Watson

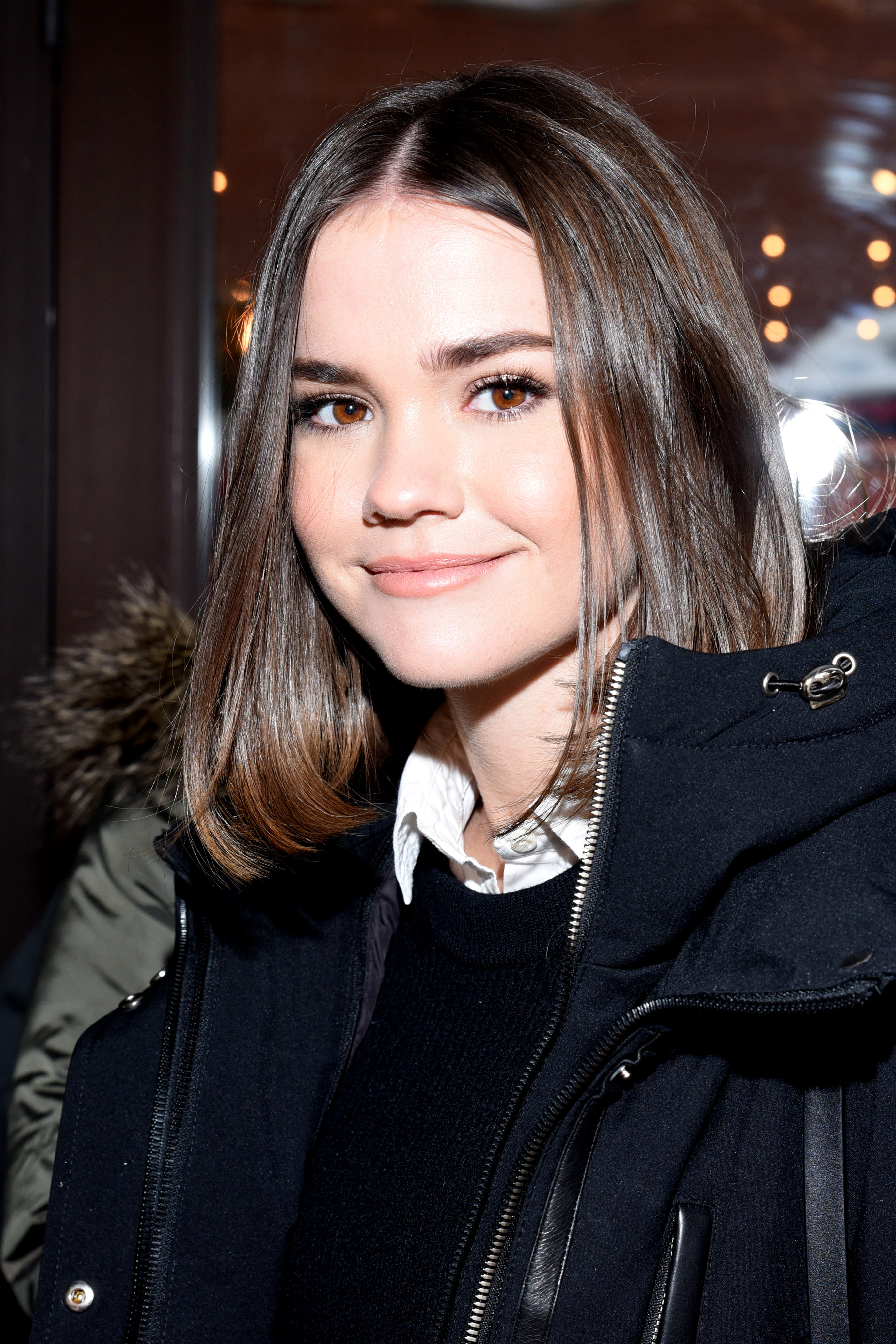
Maia Mitchell bei der Premiere des Films Never Goin’ Back

- Assassination Nation – Sam Levinson
- Mandy – Panos Cosmatos
- Never Goin’ Back – Augustine Frizzell
- Piercing – Nicolas Pesce
- Revenge – Coralie Fargeat
- Summer of 84 – François Simard, Anouk Whissell und Yoann Whissell

### Spotlight
- Beast – Michael Pearce
- The Death of Stalin – Armando Iannucci
- Foxtrot – Der Tanz des Schicksals (Foxtrot) – Samuel Maoz
- I Am Not a Witch – Rungano Nyoni
- The Rider – Chloé Zhao

### Kids
- Lu Over the Wall – Masaaki Yuasa
- Science Fair – Cristina Costantini und Darren Foster
- White Fang – Alexandre Espigares

## Prämierte Filme
Die Preisverleihung fand am 27. Januar 2018 in Park City statt.
- U.S. Grand Jury Prize: Documentary – Kailash
- U.S. Grand Jury Prize: Dramatic – The Miseducation of Cameron Post
- World Cinema Grand Jury Prize: Documentary – Of Fathers and Sons
- World Cinema Grand Jury Prize: Dramatic – Butterflies
- Waldo Salt Screenwriting Award: U.S. Dramatic – Nancy, Drehbuch: Christina Choe
- Special Jury Award for Breakout First Feature –  Monsters and Men von Reinaldo Marcus Green
- Alfred P. Sloan Feature Film Prize – Searching von Aneesh Chaganty und Sev Ohanian

## Jurymitglieder
| U.S. Documentary Jury - Chaz Ebert - Barbara Chai - Simon Chinn - Ezra Edelman - Matt Holzman World Cinema Documentary Jury - Joslyn Barnes - Billy Luther - Paulina Suárez | U.S. Dramatic Jury - Rachel Morrison - Jada Pinkett Smith - Octavia Spencer - Michael Stuhlbarg - Joe Swanberg World Cinema Dramatic Jury - Hanaa Issa - Ruben Östlund - Michael J. Werner | Alfred P. Sloan Prize Jury - Robert Benezra - Heather Berlin - Kerry Bishé - Nancy Buirski |